# Kenneth Kenyatta
Kenneth Kenyatta (ur. 22 listopada 1968) – kenijski piłkarz grający na pozycji bramkarza.

## Kariera reprezentacyjna
W 1992 roku Kenyatta był powołany do reprezentacji Kenii na Puchar Narodów Afryki 1992, jednak nie zagrał w nim ani razu.